# Bernd Lenz
Bernd Lenz (* 3. Mai 1942) ist ein deutscher Anglist und Hochschullehrer.

## Leben und Wirken
Nach seiner Reifeprüfung in Wattenscheid studierte Bernd Lenz Anglistik und Geschichte an der Universität Münster und der Ruhr-Universität Bochum. Nach dem ersten Staatsexamen für den höheren Schuldienst 1968 promovierte er 1971 in Bochum, wo er seit 1968 als wissenschaftlicher Assistent tätig war. Gastdozenturen bzw. Tätigkeiten als Lektor übernahm er an der University of St Andrews (1970) und der University of Minnesota, später an die University of Sussex (1985/86). Nach einem Wechsel an die Universität München habilitierte er sich dort 1982 für Englische Philologie. Nach einer Lehrstuhlvertretung in München (1984/85) übernahm er 1986 eine Professur für Anglistik (Schwerpunkt: Cultural and Media Studies) an der Universität Passau. 2007 trat er in den Ruhestand.
Neben seinen literaturgeschichtlichen Veröffentlichungen und Arbeiten zur Kultur- und Landeskunde Großbritanniens tritt Lenz auch als Übersetzer und Herausgeber deutscher Textausgaben englischsprachiger Autoren hervor.

## Veröffentlichungen (Auswahl)
- The time has been. Die Vergangenheitsdimension in Shakespeares Dramen. Akademische Verlags-Gesellschaft, Frankfurt/M. 1974, ISBN 3-7997-0252-0 (= Dissertation Ruhr-Universität Bochum).
- (mit Elmar Lehmann): Einführungsübung: Literaturwissenschaft. Ein Kurs anhand englischer Texte. Niemeyer, Tübingen 1976, ISBN 3-484-40045-5.
- (Mithrsg.): Beschreiben, Interpretieren, Werten. Das Wertungsproblem in der Literatur aus der Sicht unterschiedlicher Methoden (= Münchener Universitätsschriften. Reihe der Philosophischen Fakultät, Bd. 25). Fink, München 1982, ISBN 3-7705-2045-9.
- Factifiction – Agentenspiele wie in der Realität. Wirklichkeitsanspruch und Wirklichkeitsgehalt des Agentenromans (= Anglistische Forschungen, Bd. 188). Winter, Heidelberg 1987, ISBN 3-533-03776-2 (= Habilitationsschrift Universität München).
- (Hrsg., mit Hans-Jürgen Lüsebrink): Fremdheitserfahrung und Fremdheitsdarstellungen in okzidentalen Kulturen. Theorieansätze, Medien/Textsorten, Diskursformen. Wiss.-Verlag Rothe, Passau 1999, ISBN 3-927575-81-X.
- (mit Jürgen Kamm): Großbritannien verstehen. Wissenschaftliche Buchgesellschaft, Darmstadt 2004, ISBN 3-534-12427-8.
- (Hrsg.): New Britain. Politics and culture (= Passauer Arbeiten zur Literatur- und Kulturwissenschaft, Bd. 3). Stutz, Passau 2006, ISBN 978-3-88849-253-2.
- (Hrsg., mit Jürgen Kamm): Shakespearean culture – cultural Shakespeare (= Passauer Arbeiten zur Literatur- und Kulturwissenschaft, Bd. 8). Stutz, Passau 2009, ISBN 978-3-88849-258-7.
- (Mithrsg.): Deconstructing terrorism. 9/11, 7/7 and contemporary culture (= Passauer Arbeiten zur Literatur- und Kulturwissenschaft, Bd. 11). Stutz, Passau 2013, ISBN 978-3-88849-261-7.
- (Hrsg., mit Jürgen Kramer): How to do cultural studies. Ideas, approaches, scenarios. Königshausen & Neumann, Würzburg 2020, ISBN 978-3-8260-6467-8.

Übersetzungen/Textausgaben
- Hrsg.): Graham Greene / The third man. Reclam, Stuttgart 1985 (aktualisierter Nachdruck, zuletzt 2023, ISBN 978-3-15-014145-8.
- (Hrsg.) Ian Fleming / Riscio. A secret occasion in the life of James Bond. Reclam, Stuttgart 1986, ISBN 3-15-009207-8.
- (Hrsg.): Henry James / Daisy Miller. A study. Reclam, Stuttgart 1989, ISBN 3-15-009251-5.
- (Übers.): Derwent May / Hannah Arendt. Eine bedeutende Repräsentantin deutsch-jüdischer Kultur. Heyne, München 1990, ISBN 3-453-03795-2.
- (Hrsg.): Mary Wollstonecraft / Reisen in Skandinavien. Stutz, Passau 1991, ISBN 3-88849-040-5.
- (Übers.): John Stewart Collis / Christoph Kolumbus. Aufbruch zu neuen Welten und Zeiten. Heyne, München 1991, ISBN 3-453-05331-1.
- (Übers.): Ronald Haymann / Sylvia Plath. Liebe, Traum und Tod. Heyne, München 1992, ISBN 3-453-05756-2.
- (Mitübers.): Harriet Martineau. Intellektuelle, Feministin, Soziologin. Kostproben ihres Schaffens. Königshausen & Neumann, Würzburg 2023, ISBN 978-3-8260-7082-2.

Festschrift
- Jürgen Kamm (Hrsg.): Insular mentalities. Mental maps of Britain. Essays in honour of Bernd Lenz. Stutz, Passau 2007, ISBN 978-3-88849-197-9.